# Sainte-Croix-de-Caderle
Sainte-Croix-de-Caderle là một xã trong vùng Occitanie. Xã Sainte-Croix-de-Caderle nằm ở khu vực có độ cao trung bình 530 mét trên mực nước biển.